# 庫洛姆·髑髏
庫洛姆·髑髏（クロームどくろ，Chrome Dokuro）是日本漫畫和動畫作品《家庭教師HITMAN REBORN!》的虛構角色，也是本作的主要角色之一，是不完整的彭哥列家族的第十代霧之守護者，代替六道骸擔任。死氣炎屬性波動為"霧"，代表顏色為"靛"。

## 人物
波動屬性「霧」、「雨」。戒指爭奪戰中，作為阿綱家族的霧之守護者參戰的少女。
武器（三叉戟）及髮型與六道骸一樣，右眼戴著骷髏花紋的眼罩，身穿黑曜中學的女子制服。常感受到骸的意識，並遵從他的意思行動，非常景仰骸，稱之為「骸大人」。库洛姆·髑髏（Kurōmu Dokuro）之名是由六道骸（Rokudō Mukuro ）改變文字順序而來。本名為「凪（Nagi）」。
因為拯救馬路上的小貓而遇到交通意外，失去了右眼和許多內臟。後來在精神世界中遇到骸，骸利用力量製造了「幻覺的內臟」，延續了她的生命。但如果三叉戟被破壞的話，力量便失去控制，內臟就會從其體內消失。戰鬥中她可以使用骸的必殺技六道輪迴，更可以喚醒骸的意識，使骸實體化在自己身上。
繼父是個除了工作以外沒有其他感情的人，而她與母親之間也沒有甚麼感情。母親是女演員，繼父是外資企業的營業部長。因為在冷漠的家庭中成長，所以平日沉默寡言而且感情冷淡。
她的鳳梨髮型是犬強行剪出來的，不過她本人似乎也很滿意這個「新髮型」。

## 劇中表現
VS瓦利亞篇
六道骸附身在庫洛姆身上，以保護逃獄成功的柿本千種與城島犬為交換條件，接受澤田家光給他的的霧之彭哥列戒指，成為彭哥列的霧之守護者。戒指爭奪戰中骸常常附身在庫洛姆身上於遠處觀看比賽（雨之戰時曾出現霧被雲雀恭彌發現），霧之戰庫洛姆以幻術迎擊瑪蒙，但在武器三叉戟被破壞後骸施予的內臟幻覺失效，促使骸勉強使用力量以庫洛姆的身體實體化出現在眾人面前並且打贏瑪蒙，但因為太過勉強自己（實體化很耗費力氣）所以需要大量時間休養。平常由庫洛姆持有霧之彭哥列戒指。
未來篇
- 未來篇

庫洛姆與十年後的庫洛姆交換後出現在黑曜樂園，一瞬間彭哥列基地偵測到未知的戒指反應，即為庫洛姆所持有的霧之彭哥列戒指，不久後便沾上白色的蜘蛛網，避開了戒指偵測系統。但阿綱的超直感告訴自己這反應一定是十年前的庫洛姆。
不過里包恩說沒必要去那裡，因為援軍——也就是十年後的了平來到黑曜樂園，在那之前庫洛姆被古羅攻擊，並注意到雨梟已經被骸附身變成了「骸梟」，庫洛姆點燃彭哥列戒指並藉助骸的力量製造以骸、犬、千種為型的「有幻覺」（有實體的幻覺），共同擊敗古羅並使他全身受重傷，但此時古羅偷偷在庫洛姆的包包裡放入發信器，之後庫洛姆被了平帶到基地內安置治療。但骸在之後與白蘭的戰鬥中受了重傷，無法維持庫洛姆的內臟幻覺，令庫洛姆陷入瀕死狀態。
- 未來篇X

由十年後雲雀在中間催化，讓庫洛姆以她自身的霧之彭哥列戒指的力量製造岀內臟幻覺。之後便昏迷不醒吊點滴，古羅放的發信器在這之後被十年後雲雀帶到離基地兩公里遠的特製陷阱場地。庫洛姆於攻入梅羅尼基地當天的中途帶著藍波、一平，並與十年後雲雀以及十年後草璧哲也一同前往支援。以幻術偽裝成功潛入，中途雲雀隻身前往迎擊幻騎士。庫洛姆等人前進至獄寺所在地後帶著獄寺一同前往雲雀所在地，見到雲雀以和十年前互換後提醒他有看不見的幻海牛後昏迷。後被正一捕獲，並聽到正一說出的真相後前往十年前取得阿爾柯巴雷諾的七個印記。後回到十年後取得彭哥列匣，之後在女生們的溫暖關懷下漸漸對大家放下戒心，並慢慢融入女生裡面。在擊倒白蘭後但大家一同回到過去。
繼承式篇
十年後使用的彭哥列匣經阿爾柯巴雷諾的力量帶到十年前成為動物戒指，並對地殼造成影響。庫洛姆等人的彭哥列十世家族受邀參加彭哥列繼承儀式，此時有七名至門中學的學生為了躲避地震災害而轉學到並盛中學，庫洛姆被加藤居里告白並跟蹤騷擾。山本遇襲後，阿鋼為了找出嫌疑犯而拜託庫洛姆使用幻覺做出山本參加繼承式，雖然很完美但被史庫瓦羅和迪諾看穿了。
之後西蒙家族強襲，彭哥列戒指全毀，庫洛姆被擄。藉由雕金師塔爾波之手將彭哥列戒指、動物戒指以及彭哥列一世的血「罰」融合後復活並版本升級，但此時的是原石，需要強大的覺悟產生的火炎才能完全復活。當庫洛姆從D·斯佩德控制中解放後，破壞內臟之時骸出現並與D戰鬥，並以最強的覺悟點燃火炎，將彭哥列戒指升級成霧之耳環Ver.X。並將霧梟型態變化，變成一支末梢有尖刺的錫杖，錫仗前端可以伸長來攻擊對手，也能召喚出無數的眼睛，當敵人踩到眼睛時就會陷入其強大的幻覺中。
當D‧斯佩德使出紙牌的幻覺召喚出庫洛姆、犬、千種、M·M及弗蘭來影響骸對夥伴的感情時，絲毫不猶豫的就將五人的幻覺連同斯佩德的本體一起刺穿並獲勝。但後來要回到自己身體時發現自己的身體已被D‧斯佩德所佔據，此時骸以骸鷹（骸梟）的型態待在庫洛姆身旁，復仇者出現並說明骸的身體被D搶走並逃獄了，需要由彭哥列和西蒙團結才能戰勝，此時的D會使用第8屬性的火炎－夜之炎，這是由強大的復仇意識才能使用的特殊火炎，阿綱要求如果戰勝D，復仇者必須完全解放被囚的骸、西蒙家族成員，之後阿綱和炎真合力擊敗D。
之後骸便從復仇者監獄中出獄，此時的庫洛姆心境開始產生變化。
事件結束後庫洛姆收到了黑曜等人留下寫有「你退出吧」的字條和並盛中學校服，被骸從黑耀中學轉到了並盛中學，原因是骸等人在法國尋找弗蘭，而把庫洛姆安排在並盛中學將他交給阿綱他們照顧。彭哥列眾舉行了歡迎會後，將庫洛姆安排在京子家住。
彩虹的詛咒篇
於代理人戰爭開始後並沒有被委託擔任代理人參加戰鬥，並漸漸開始感冒請假，上學也戴著口罩。骸留下了「現在的庫洛姆我不喜歡」之類的話，讓阿綱代他照顧庫洛姆。第一日戰鬥期間，骸用幻術化成普通人跟踪庫洛姆到了天橋上後現身（骸的真身正與某人戰鬥中），問庫洛姆過著這樣的「日常生活」還是她嗎。如果不告訴骸現在庫洛姆的情況的話，就只剩3天壽命了。
里包恩闡述庫洛姆的狀況，其實在骸出獄後，庫洛姆就對自己的存在感到矛盾，想著「自己不再受到骸大人所需要」從而拒絕了骸的幻術，然後內臟再次消失。為了和骸一同戰鬥而成為里包恩的代理人，搖搖晃晃的跑到了戰場，說出自己喜歡骸，喜歡阿綱，也喜歡其他守護者，因此想守護大家。在強烈的覺悟下，產生岀帶有「雨」屬性和「霧」屬性的特殊火炎「決意之炎」，淨化了骸的心靈，用自己的力量補給內臟，代替弗蘭與骸使出強力的實體幻覺合體技擊退復仇者們。
因最近跟京子一同住的關係，漸漸地融入女生們裡面。

## 技能

### 招式
幻術
術師的基本技能，作用於對手的大腦，干擾視野，覺得事情正在發生，但在現實中沒有發生。能帶來肉体上的痛苦。
畜生道
召喚出令人致死的毒蛇，僅在與瑪門對戰時使用過一次。
有形幻覺
是幻術的強化版，將無實體的幻覺轉為有實體的幻象，也能將有實體的幻覺轉換為無實體的幻覺，藉此混淆敵人的判斷力。
防禦之霧
為了使阿綱能夠在攻擊D的同時，又能保護牽制住D的炎真，庫洛姆藉由霧屬性火焰構築而成的防護罩，雖然被骸指出防禦力不足，但藉由骸的死氣之火的幫助下，成功保護了庫洛姆與炎真。
現幻限獸 六無夢骸鴉
寫法是「現限獸 六夢骸鴉」以及「現幻獸 六無骸鴉」，其中「限」、「幻」小字並列，「夢」、「無」小字並列。
骸與庫洛姆的合體技，庫洛姆使出「現限獸 六夢骸鴉」，骸使出「現幻獸 六無骸鴉」。
使用威爾帝創造的「幻覺實體化裝置」，創造六隻大烏鴉，頭上各有一至六的數字，散發出大量火焰，能消除復仇者的攻擊及撕掉復仇者的手臂。

### 武器
三叉戟
庫洛姆持有時是維持內臟幻術的重要武器，損壞時內臟會消失。骸出獄後改為單純的槍。
D·斯佩德的魔鏡

彭哥列齒輪之霧之耳環Ver.X
因彭哥列戒指升級，戒指所選擇最適合守護者能力的型態，是由動物戒指「骸鷹（骸梟）」和霧之彭哥列戒指的融合。
錫杖
彭哥列戒指升級後，由三叉戟進化而成。

### 戒指
73戒指（彭哥列戒指）
屬性霧，精緻度S，未來篇的十年後因打碎而不存在，屬於73戒指的一部份。
繼承式篇被打碎，經彭哥列雕金師塔爾波之手，將動物戒指與彭哥列I世的血「罰」加入後復活並版本升級。
繼承式篇後因骸出獄且庫洛姆認為自己不再受骸需要而拒絕骸用幻術附身在庫洛姆身上，為了使庫洛姆能自己製造內臟，所以由庫洛姆繼續持有。
動物戒指－骸鷹／骸梟（霧貓頭鷹）
未來篇VS真六弔花結束之後，回到十年前（原故事時間），未來的阿爾柯巴雷諾贈與的禮物，是彭哥列匣的戒指版本。
繼承式篇與霧的彭哥列戒指融合並版本升級。

### 匣子
動物匣 - 霧 - 骸鷹／骸梟
古羅·基西尼亞的副匣「雨貓頭鷹（梟）」被六道骸附身後轉變成霧屬性的梟，稱之為「骸鷹（骸梟）」，後收入彭哥列匣。
彭哥列匣 - 霧 - 骸鷹／骸梟Ver.V
可轉換形態變身成初代霧之守護者最強的武器「被歌頌為無法補捉實體的幻影的D·斯佩德的魔鏡」，能夠把強大的幻術給看透，還能分析敵人的特質，但是庫洛姆分析不出Ghost的本質，只能判斷Ghost是一種現象。